# Dragonja, Piran
Dragonja (italijansko Dragogna) je razloženo obmejno naselje v Slovenski Istri, ki upravno spada pod Občino Piran. 

Naselje se nahaja v skrajnem jugozahodnem delu Šavrinskega gričevja, ob robu naplavnih ravnic rek Dragonje in Drnice (Deringa), ter na vznožju flišnega gričevja, ob cesti Koper-Buje. V naselju in okolici ponekod od nekdaj živijo pripadniki italijanske narodne skupnosti, zato je na tem območju poleg slovenščine uradni jezik tudi italijanščina.
Dragonja je samostojno naselje od 1955. Sestavljajo ga zaselki Gočan, Križišče-Sečovlje, kjer je jedro naselja, Križišče, Stena, Rota, Pesjanci, Ruda, Slami in Vuki.

## Promet
V naselju Dragonja se ločijo ceste, ena vodi proti Sečovljam, druga v Šavrinsko gričevje, proti naseljem Sveti Peter, Nova vas nad Dragonjo, Padna, tretja pa v dolino reke Dragonje. Slednja je zanimiva zaradi oljčnih nasadov, istrskih vinogradov, obdelanih njiv, značilnega sredozemskega rastlinja.
V bližini, na Dragonji, je bil poprej mednarodni mejni prehod Dragonja, ki je bil po 32. letih ukinjen, zaradi  vstopa Hrvaške 1. januarja 2023 v skupno schengensko območje.

## Znamenitosti

### Stena
Na apnenčasti plošči na desnem bregu reke Dragonje je Stena, območje bogato z značilnim sredozemskim rastlinjem, ki velja za največjo naravno znamenitost doline. Mogočni osamelec je razglašen za geomorfološki in botanični naravni spomenik, saj na njem uspevajo številne redke in ogrožene rastlinske vrste, kot so Zvezdasta vetrnica (Anemone hortensis), Opičja kukavica (Orchis simia), Smrdljiva kukavica (Himantoglossum adriaticum), Vzhodna črnika (Nigella damascena), Istrska osrečica (Propero elisae). 
Od redkih živalskih vrst so tukaj opazili ogroženega hrošča bradavičastega rilčkarja (Brachycerus undatus), po več kot stotih letih pa paličasto roparsko stenico (Gardea insignis).

### Škrline
Preko vodoravnih plasti peščenjaka se voda ob višjem vodostaju pretaka čez naravni most, na sotočju Dragonje in Rokave, na Škrlinah.